# Myrmica wesmaeli
Myrmica wesmaeli är en myrart som beskrevs av Jean Bondroit 1918. Myrmica wesmaeli ingår i släktet rödmyror, och familjen myror. Inga underarter finns listade i Catalogue of Life.